# Oku Yasukata
Oku Yasukata (奥 保鞏 Áo Bảo Củng), (sinh ngày 5 tháng 1 năm 1847 mất ngày 19 tháng 7 năm 1930), mang quân hàm Nguyên soái Lục quân Đế quốc Nhật Bản. Ông nằm trong nhóm những vị nguyên soái đầu tiên của Lục quân Đế quốc Nhật Bản.

## Tiểu sử

### Tuổi trẻ
Sinh ra tại Kokura (hiện nay là Kitakyushu), là con của một gia đình Samurai ở miền Kokura tỉnh Buzen. Oku gia nhập lực lượng quân sự cải cách ở miền Chōshū, tham gia đấu tranh lật đổ chế độ Mạc phủ Tokugawa và ủng hộ phong trào Duy Tân Minh Trị.

### Sự nghiệp quân sự
Là một vị chỉ huy mới của Lục quân Đế quốc Nhật Bản, Oku đàn áp các lực lượng chống đối trong cuộc nổi loạn Saga năm 1871. Trong cuộc Nổi dậy Satsuma, ông chỉ huy Trung đoàn 13 Bộ binh bảo vệ thành Kumamoto trước các cuộc tấn công.
Trong Chiến tranh Thanh-Nhật, ông thay thế tướng Nozu Michitsura chỉ huy Sư đoàn 5 thuộc Quân đoàn 1 Lục quân Đế quốc Nhật Bản. Sau đó, ông giữ chức chỉ huy lực lượng Vệ binh Hoàng gia và chức Tổng thống đốc, lo việc phòng thủ Tokyo. Năm 1895, ông được phong Nam tước, thuộc hệ thống quý tộc Kazoku. Năm 1903, ông được thăng chức Đại tướng.
Trong cuộc Chiến tranh Nga-Nhật, Oku chỉ huy Quân đoàn 2 và trở nên nổi tiếng qua các trận Nam Sơn, trận Sông Sa, trận Phụng Thiên và các chiến dịch khác.
Năm 1906, OKu được tặng thưởng huân chương Diều hâu vàng (hạng 1) và vào năm 1907, được phong Tử tước. Năm 1911, ông được thăng quân hàm danh dự Nguyên soái Lục quân.
Oku từ chối tham dự các cuộc họp tác chiến với bộ tham mưu, nên được đặt danh hiệu "con sói cô độc", ông là một chiến lược gia xuất sắc có khả năng hành động độc lập. Tuy nhiên trên thực tế, Oku chỉ miễn cưỡng tham dự các cuộc họp và không đưa ra những đóng góp vào các cuộc tranh luận.

### Cuộc sống sau chiến tranh
Oku đã hoàn toàn không quan tâm đến chính trị và sống ẩn dật sau chiến tranh. Khi ông mất vào năm 1930, nhiều người đã ngạc nhiên nghĩ rằng ông đã qua đời từ nhiều năm trước.

### Sách
- Dupuy, Trevor N. (1992). Encyclopedia of Military Biography. I B Tauris & Co Ltd. ISBN 1-85043-569-3.
- Harries, Meirion (1994). Soldiers of the Sun: The Rise and Fall of the Imperial Japanese Army. Random House. ISBN 0-679-75303-6.
- Keane, Donald (2005). Emperor Of Japan: Meiji And His World, 1852-1912. Columbia University Press. ISBN 0-231-12341-8.
- Paine, S.C.M. (2003). Sino-Japanese War of 1894-1895: Perception, Power, and Primacy. Cambridge University Press.
- Jukes, Geoffry (2002). The Russo-Japanese War 1904-1905. Osprey Essential Histories. ISBN 9-78184-17644-67.